# Daniel Nimham
Daniel Nimham (* 1724; † 31. August 1778 in Cortland (New York)) war ein Häuptling vom Stamm der Wappinger. Sie lebten bis 1760 östlich des Hudson River ca. 80 bis 180 km nördlich vom heutigen New York City im Hudson Valley. Im Franzosen- und Indianerkrieg (French and Indian War) (1754–1763) kämpfte Nimham an der Seite der Briten. Während seiner Abwesenheit wurde der Stamm gezwungen in die Nähe von Stockbridge (Massachusetts) umzusiedeln. Nach seiner Rückkehr klagte Nimham erfolglos gegen die Vertreibung, wofür er sogar nach England fuhr.
Nimham kehrte aus Massachusetts zum Amerikanischen Unabhängigkeitskrieg zurück ins Hudson Valley. Mit seinem Sohn Abraham Nimham kämpfte er nun gegen die Krone Imperial State Crown. Er starb zusammen mit seinem Sohn und 40 weiteren Stammesmitgliedern bei einem Angriff im heutigen Cortland (New York) am 31. August 1778.
Ein Berg im Putnam County (New York) ist nach ihm benannt, sein Stamm war namensgebend für die Orte Wappinger und Wappingers Falls. Nimham war auch möglicherweise Vorbild oder Beispiel in Romanen der Lederstrumpf-Reihe von James Fenimore Cooper (1789–1851).
| Personendaten    | Personendaten                     |
| ---------------- | --------------------------------- |
| NAME             | Nimham, Daniel                    |
| KURZBESCHREIBUNG | Häuptling vom Stamm der Wappinger |
| GEBURTSDATUM     | 1724                              |
| STERBEDATUM      | 31. August 1778                   |
| STERBEORT        | Cortland (New York)               |